# Борисовка (Волоконовский район)
Борисовка — село в Волоконовском районе Белгородской области России. Административный центр Борисовского сельского поселения.

## География
Село это расположено в юго-восточной части Белгородской области, на реке Плотве (бассейн Северского Донца), близ границы с Украиной, в 17 км по прямой к юго-западу от районного центра Волоконовки.

## История

### Происхождение названия
По сведениям валуйского краеведа Г. Ф. Денисенко, в конце 1770-х годов владелец Погромца граф Девиер за участие в бунте 1776—1777 годов выселил несколько крестьянских семей в долину речки Гнилой. Так появилось поселение, названное чуть позже Борисовкой — в честь построенной в начале 1880-х годов Борисо-Глебской церкви.

### Исторический очерк
В воронежских архивных документах за 1787 год, в алфавитных списках дворян Валуйской округи, Михаил Петрович Девиер владеет в слободе Борисовке хуторами с великороссийскими и малороссийскими крестьянами в количестве 1047 душ мужского пола и получал дохода в год более тысячи рублей.
Менее чем через два десятилетия по постройке церкви слобода Борисовка в Валуйском уезде стала волостной. Борисовская волость была одной из самых крупных в уезде — в нее входило более ста слобод, хуторов и отдельных усадьб.

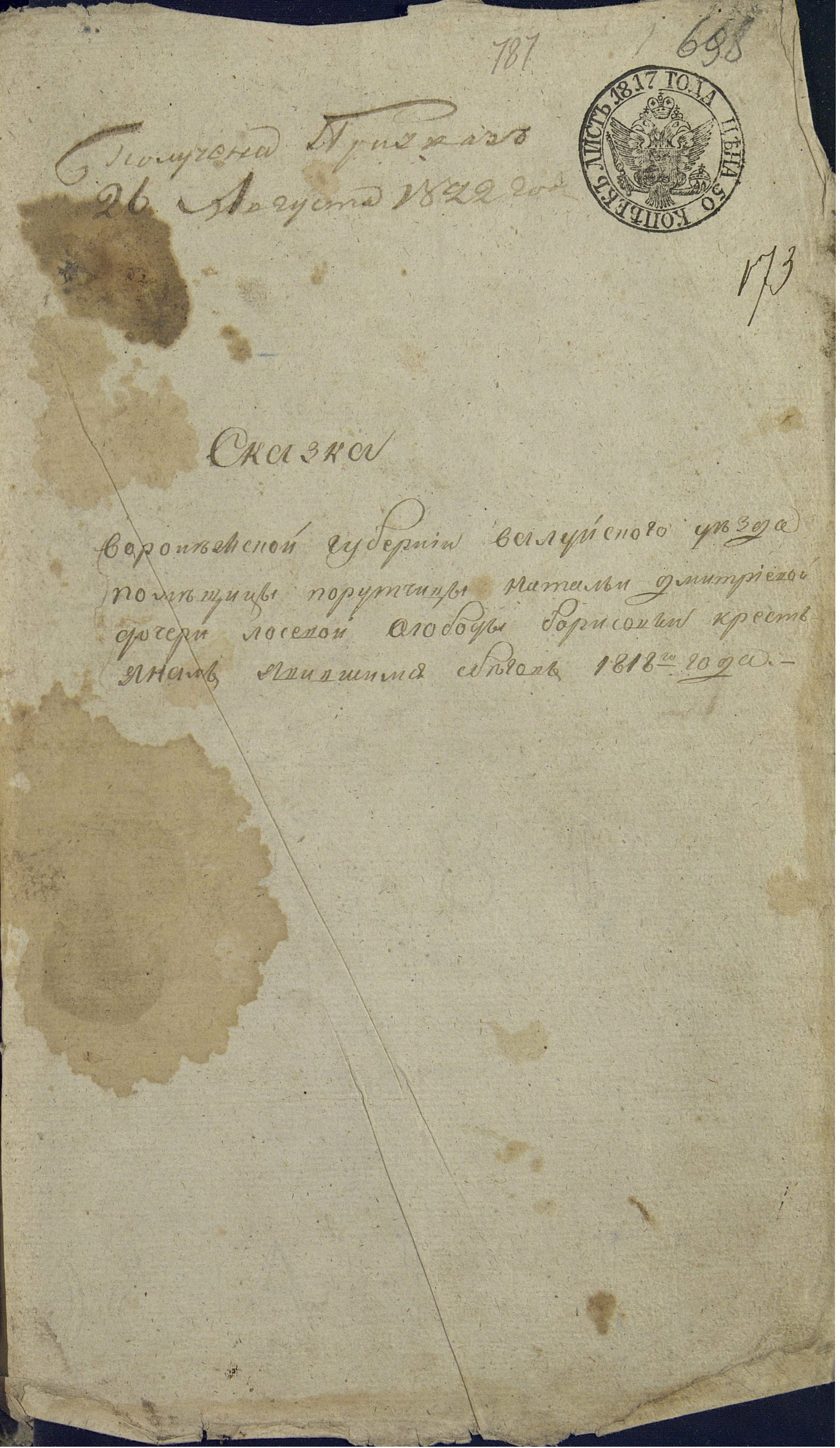
Оглавление в ревизской сказке Воронежской губернии, Валуйского уезда, сл. Борисовки. за 1818 год, стр. 698

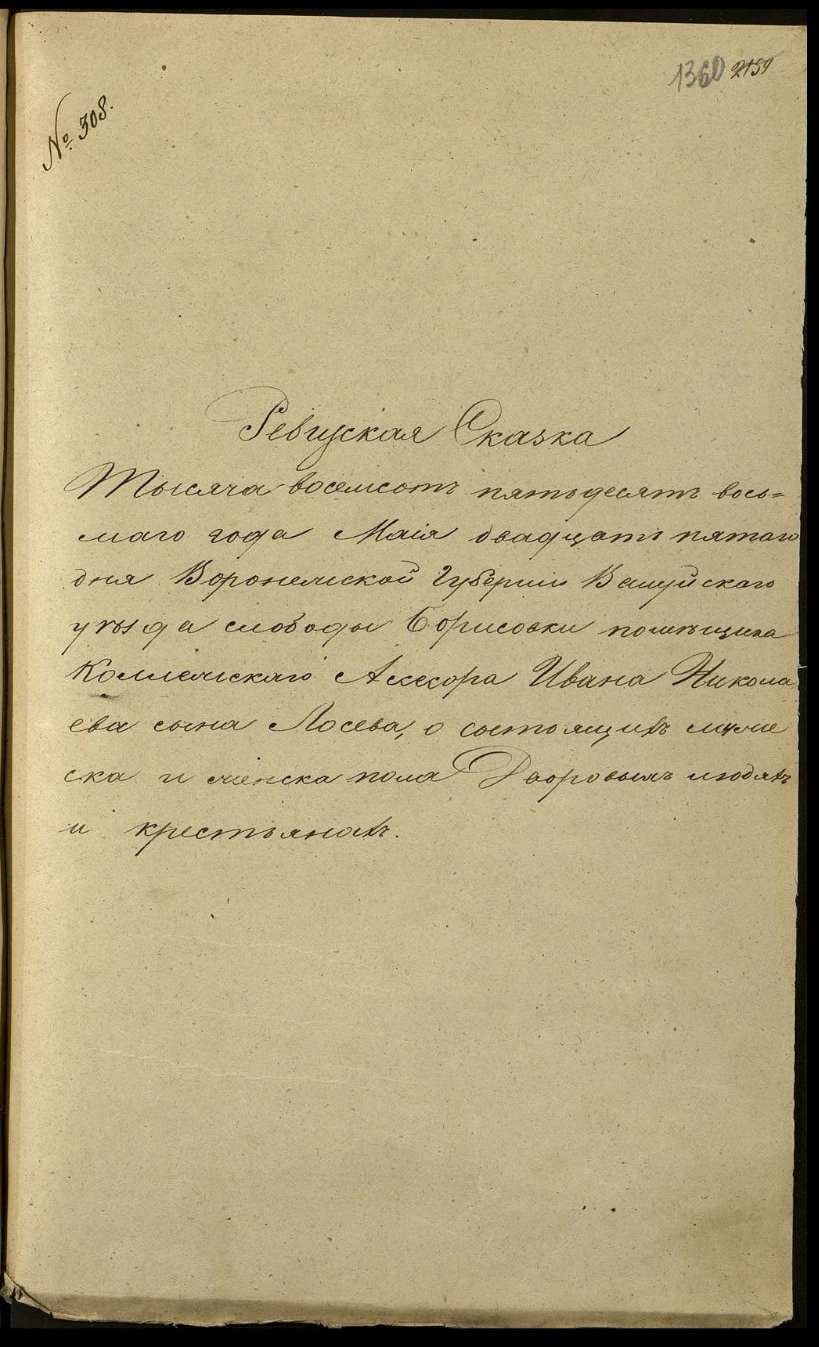
Оглавление в ревизской сказке Воронежской губернии, Валуйского уезда, сл. Борисовка 2, за 1858 год

Михаил Петрович Девиер завещал Борисовку, вместе с ней х. Волчий, х. Кисилев, х. Плотвянский, порутчице Наталье Дмитриевне Лосевой (Хрущевой). По ревизской сказке за 1816 год она и числится помещицей этих н.п. вместе с супругом чиновником 7 класса, кавалером Николай Васильевичем Лосевым

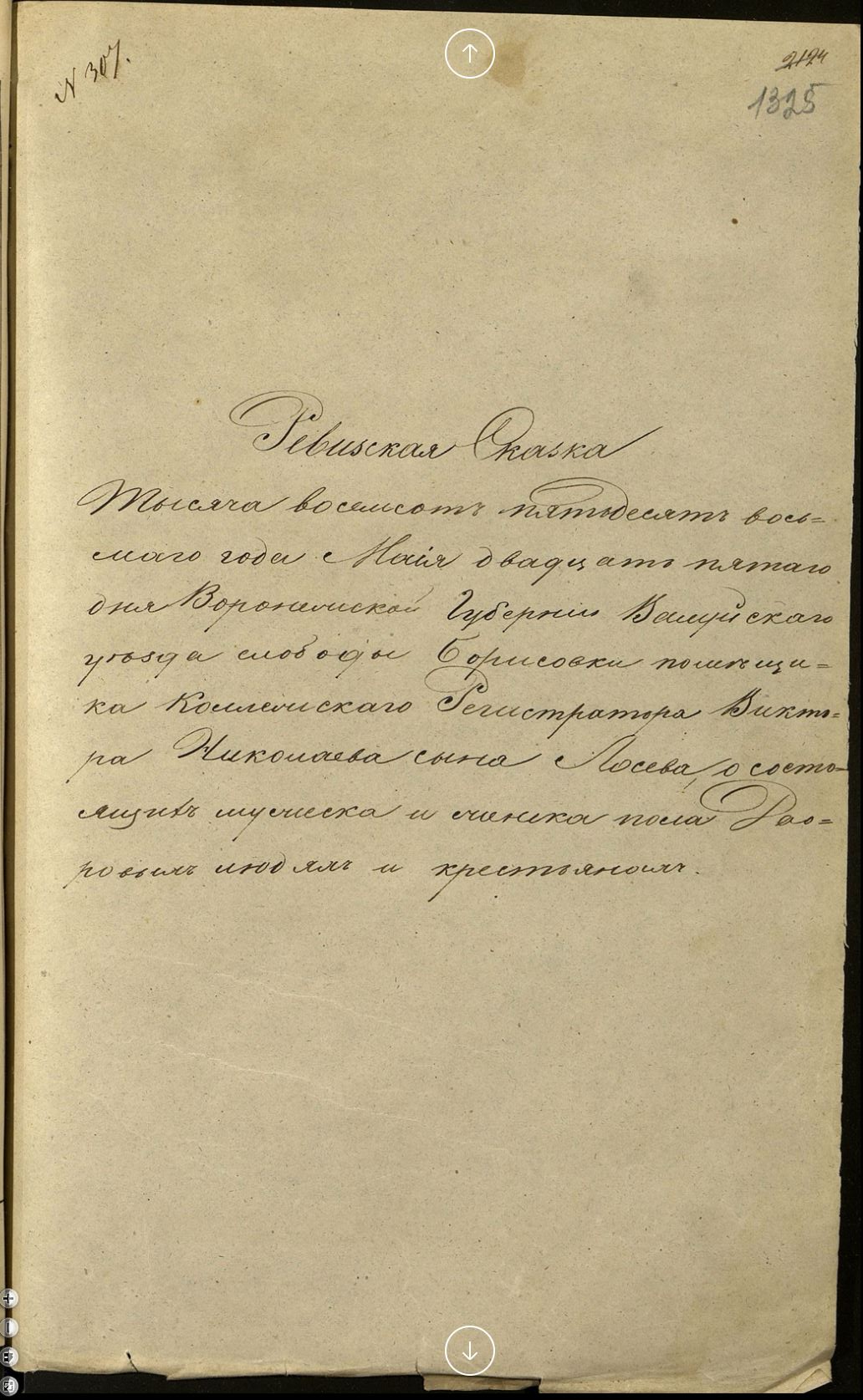
Оглавление в ревизской сказке Воронежской губернии, Валуйского уезда, сл. Борисовка 1, за 1858 год

Унаследовавшие поместье в 1829 году братья: коллежский асессор Иван Николаевич Лосев и коллежский регистратор Виктор Николаевич Лосев разделили слободу с крестьянами на две части, данному разделению придерживалась и советская власть. В описании имений за 1860 года за братьями числилось:
И. Н. Лосевым — 191 крестьян, 26 в должности и 36 дворовых, 64 двора, 292,5 десятины пашни, 169,5 неиспользуемой из которой 13,5 кустарник или лес, оброк 12 руб. с души
В. Н. Лосевым — 290 душ крестьян 1 в должности и 15 дворовых, 69 дворов, 382,5 десятины пахотной земли, не используемой 965,33 десятины, оброк с души равен 10 руб.
В 1900 году слобода «при оврагах Плотве и Осиновом» имела церковь, общественное здание, земскую школу, мелочную и винную лавки.
В начале 1930-х годов село Борисовка — центр сельского совета (само село и 10 хуторов) в Волоконовском районе.
С конца 1960-х до начала 1990-х годов Борисовка — центральная усадьба колхоза «Большевик» (в 1992 году — 380 колхозников), занятого растениеводством и животноводством.

### Административное-территориальное деление
До 1779 года — Белгородская губерния, Белгородской провинции, Валуйский уезд.
С 23 мая 1779 г. — Воронежскому наместничеству, Валуйский уезд.
С 12 декабря 1796 г. — Воронежской губернии, Валуйский уезд, Борисовская волость в состав которой входили:
1. сл. Александровка
2. сл. Борисовка — волостной центр
3. х. Волчий (Градовский, Градский)
4. х. Гаевка (Гаёвка, Гаевский)
5. х. Деревянкин (упразднен в 1896)
6. х. Киселев (Любомиров)
7. Коновалов (Михайловка)
8. х. Новый Хутор (Галицын, Галичин)
9. х .Плотвянка (Плотвянский, Плотьянка)
10. х. Старый Хутор
11. с. Тишанка (Малая Тишанка)
12. х. Тишанский (Заяровка)

3 января 1928 г. — Борисовский сельский совет, Погромской райисполко́м, Валуйский уезд.
С 14 мая 1928 г. — Центрально-Чернозёмная область, Острогожский округ, Волоконовский район
С 23 июля 1930 г. — Центрально-Чернозёмная область, Волоконовский район
С 13 июня 1934 г. — Курская область, Волоконовский район
С 6 января 1954 г. — Белгородской области,Волоконовский район, Борисовский сельсовет из 12 населенных пунктов:
1. х. Астахов
2. сл. Борисовка
3. х. Гришкин
4. х. Давыдкин
5. х. Дубки
6. х. Желобок
7. х. Кисилёв
8. с. Коновалово
9. х. Лынников
10. х. Никольск
11. х. Плотвянка
12. х. Раздольное

в справочнике 1972 года в Борисовском сельсовете значатся только село Борисовка и хутора Кисилёв и Плотвянка.

## Население
В 1784 году Борисовка с хуторами имела 1408 душ населения.
В 1816 году в сл. Борисовке 219 дворов, 1427 крестьян (721 мужского и 706 женского пола).
В 1850 году сл. Борисовку населяет 1079 крестьян (555 мужского пола и 524 женского).
В 1858 году население Борисовки составляло 1056 душ — 132 двора.
В 1865 году слободе владельческой Борисовке было 141 двор, 1044 жителя (533 мужчины, 511 женщин).
В 1900 году в слободе Борисовке было 197 дворов, 1326 жителей (620 мужчин и 706 женщин).
В 1905 году в слободе Борисовка было 232 двора, 1543 жителя (789 мужчин и 754 женщины).
В 1932 году в селе Борисовке — 1584 жителя.
В 1979 году в Борисовке жило 663 человека.
В 1989 году население увеличилось до 760 человек (335 мужчин и 425 женщин).
К началу 1998 года в Борисовке было 789 жителей и 270 хозяйств.
В 2012 года население Борисовского поселения 885 человек.
В 2020 год в Борисовском с/п 758 человек (362 муж. 396 жен.)
| 1859 | 1897  | 2002 | 2010 |
| ---- | ----- | ---- | ---- |
| 1044 | ↗1394 | ↘742 | ↘673 |

Массовое заселение Белгородской губернии малороссами пришлось на вторую четверть XVIII века. В Валуйском уезде малороссы составляли более 50 % населения, большинство было выходцами из слободских полков.

## Строения

### Храм православный
В Ревизской сказке 1815 года упоминается двуприходная Борисоглебская церковь сл. Борисовки.
В 1828 году на средства помещицы Лосевой Н. Д. построена каменная Благовещенская церковь с приделом в честь Архистратига Михаила.
В «Списке» 1888 года церковь Благовещенская сл. Борисовки имеет два престола, каменная, холодная, прочная, построена в 1828 г. числятся метрические книги с 1774 г. В приходе 2977 человек из сл. Борисовки, хут. Кисилева, Плотвянского, Коновалово и Ульянова. Земли пахотной и сенокосной 48 десятин, дома собственные, один клир.
В 1899 приход церкви 425 дворов, 3158 человек с 48 десятинами земли при ней.

### Учебно-просветительные

#### Начальное образование
В 1871 году построена каменная Земская школа на средства помещика Лосева. Лосев имения свои оставил, в этом же году, передал их Земству вместе со средствами на содержание. В 1905 году в земской школе обучался 91 мальчик и 18 девочек.
В 1931 году школа преобразована в семилетнюю. До войны в ней 18 учителей обучают 320 учеников.
В 1946 школа становится средней, восстанавливают разрушенные здания, сажают декоративные деревья и кустарники, фруктовый сад. Оборудуют физкультурную площадку. Через два года, в 1948 году, укомплектовав кадрами и учебными пособиями, школа становится общеобразовательной.

#### Профессиональное образование
В 1909 г. Земство, распорядившись подаренными усадьбой и домом, организует Сельскохозяйственную школу, устав и программа прописаны из положения о низших сельхоз. школ Германии. Допускаются мужчины не моложе 16 лет, на срок обучения 2 года (с 15 октября до 15 марта). При школе: сад, огород, парник. ферма (4 коровы, 4 овцы, 2 кобылы и 2 свиньи). Случной пункт из породистых жеребца, быка, барана и хряка, набор сельхоз. орудий. Открыта школа в 1913 г. набрано 20 учеников В 1915 году из за оттока средств на Первую мировую войну школа закрыта.

#### Библиотека
Началом самодеятельной библиотеки послужила изба-читальня

### Здравоохранение

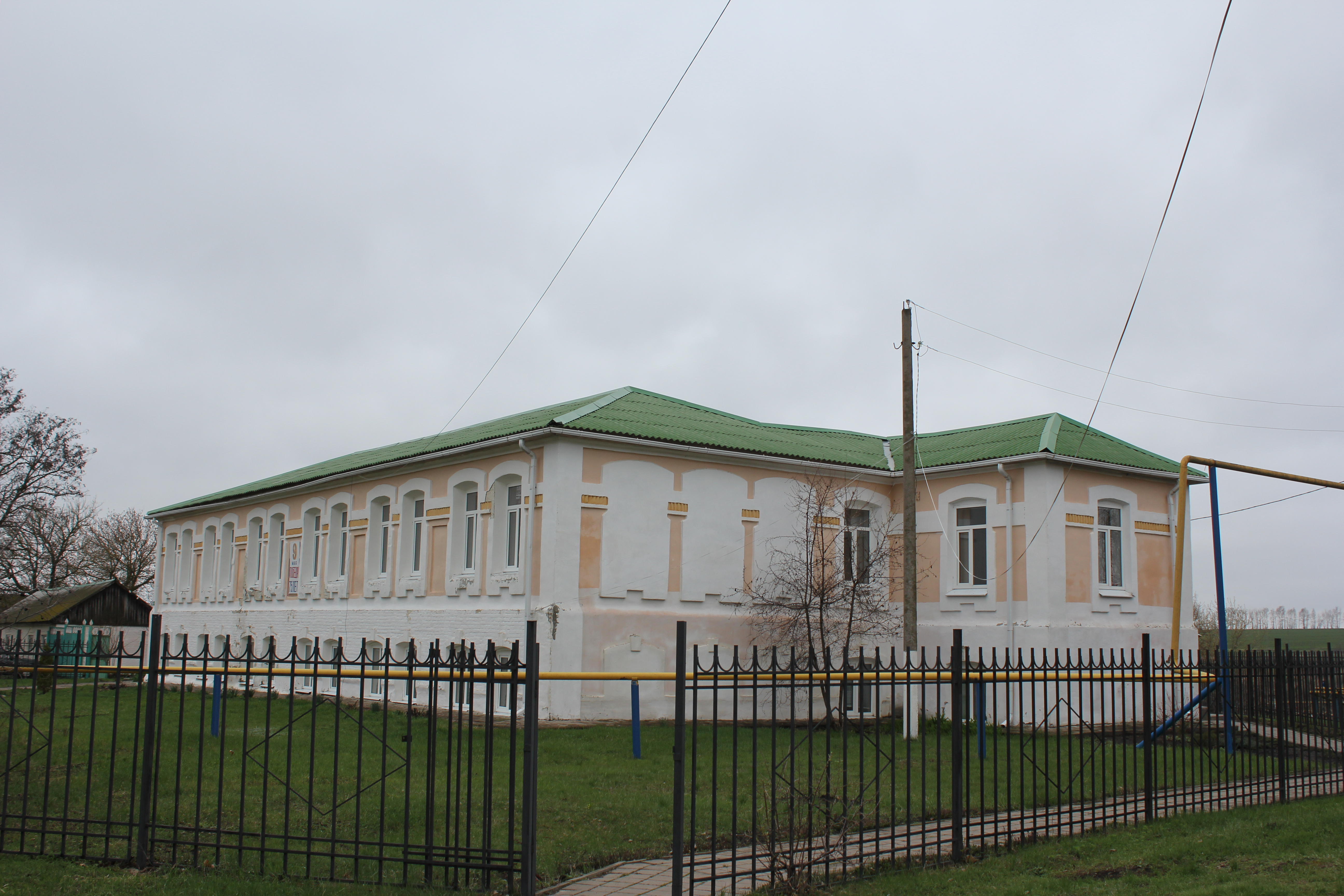
Борисовская участковая больница

В 1890 г. построена Земская больница на средства Валуйского Земства и жителей Борисовской волости.

### Бытовые

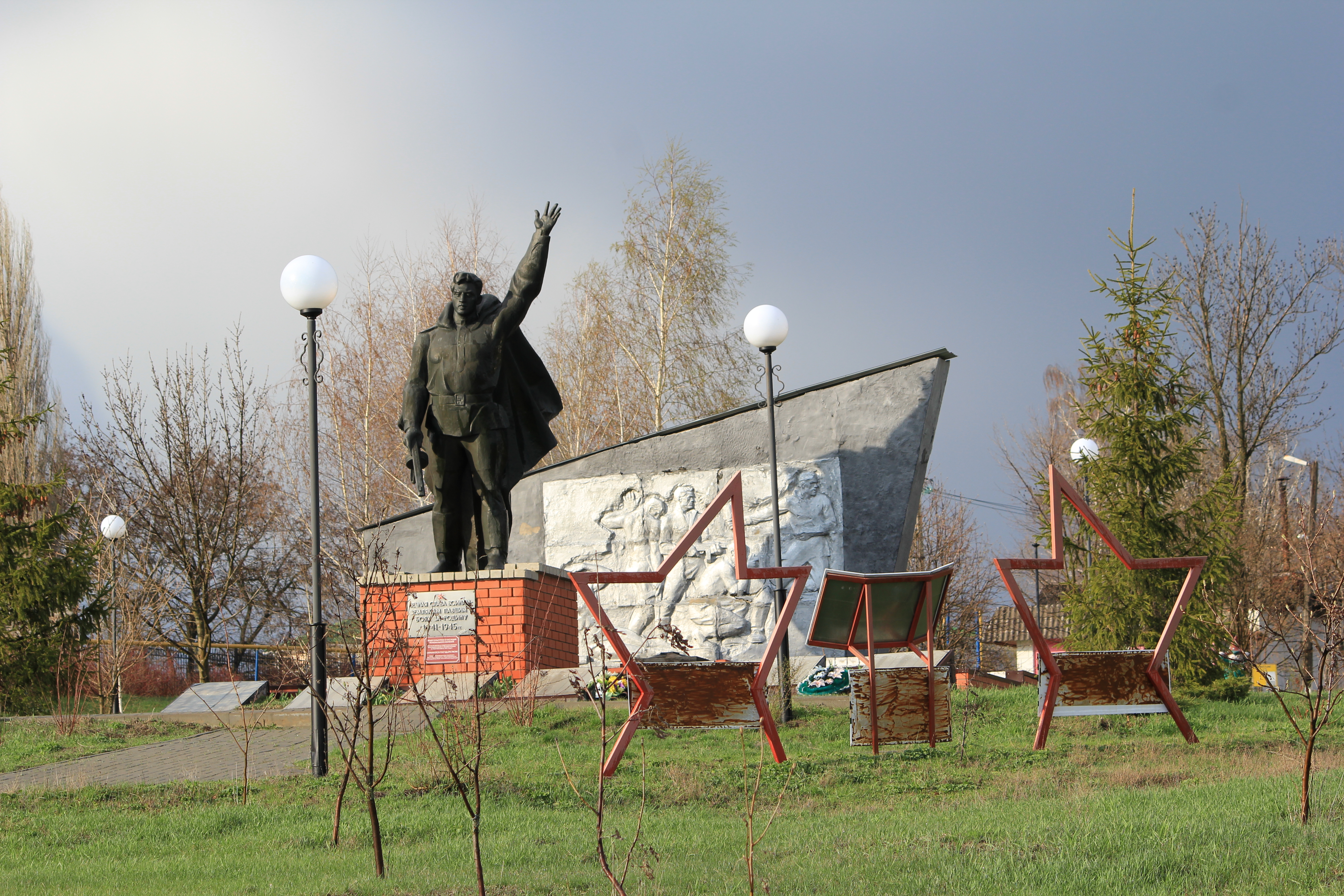
Скульптура на Братской могиле

В 1969 г. построен Комбинат бытового обслуживания в нем размещались швейные и обувная мастерские.
Общежитие принимающее работников на уборку урожая, строителей.

### Культурные
В 1918 г. узнав о свержении царя, разрушили памятник Александру II
В 1954 г. построен Дом культуры
В 1962 г. установлен мемориал на братской могиле советских воинов, павших в ВОВ 
В 2017 г. на месте старого ДК построен новый

### Инфраструктура
В первой половине 1957 г. пущена дизельная электростанция в с. Борисовка
Вышки сотовой связи операторов «Мегафон» — 2G и «Теле2» — 4G
Природный газ проведен в каждый дом по программе газификации Белгородской области 1996-1998 гг.

### Производственные
В 1867 г. в Борисовке имеется Маслобойный завод с конным приводом. Перерабатывает 1000 пудов за сезон (150 днев в году) выход масла 17 % от веса семечек.

## Известные люди
- 13 апреля 1819 года в сл. Борисовке родился тайный советник Василий Григорьевич Чубинский, сын священника, выпускник Духовной академии, 29 лет руководил архивом Морского министерства, автор автобиографических «Записок» 1891 г., работы «Об участии моряков в войне с Турциею 1877—1878 гг.» (СПб., 1889)[19].
- В 1858 году в слободе Борисовке родился Л. Д. Проскуряков, известный русский ученый в области мостостроения и строительной механики.
- 31 мая 1854 в слободе Борисовке в семье псаломщика родился Митрофан Алексеевич Дикарев, собиратель фольклора, этнограф, краевед, один из составителей «Памятных книжек Воронежской губернии»[1][19].
- 1 (13) августа 1864 г. в слободе Борисовке родился барон Николай Аполлонович Типольт — офицер Российского императорского флота, генеалог, геральдист, коллекционер, генерал-майор флота. Член Русского генеалогического общества, Императорского Русского военно-исторического общества и Императорского общества поощрения художеств, соавтор книги «Русская геральдика», вице-председатель Русского историко-генеалогического общества во Франции.[19]
- 10 марта 1917 г. в крестьянской семье сл. Борисовки родился Литовченко Иван Филиппович полный кавалер ордена Славы, командир отделения гвардейского мотострелкового батальона 19-той мех. бригады.
- Кавалер ордена Трудового Красного Знамени, Похилко Стефан Александрович. В 1936 году Постановлением ЦИК СССР чабан колхоза «За новую жизнь» Борисовского сельсовета награжден за рекордные показатели в районе.
- Герой Социалистического Труда Колесников Пантелеймон Никифорович, звание присвоено 11.03.1958 г

## Галерея

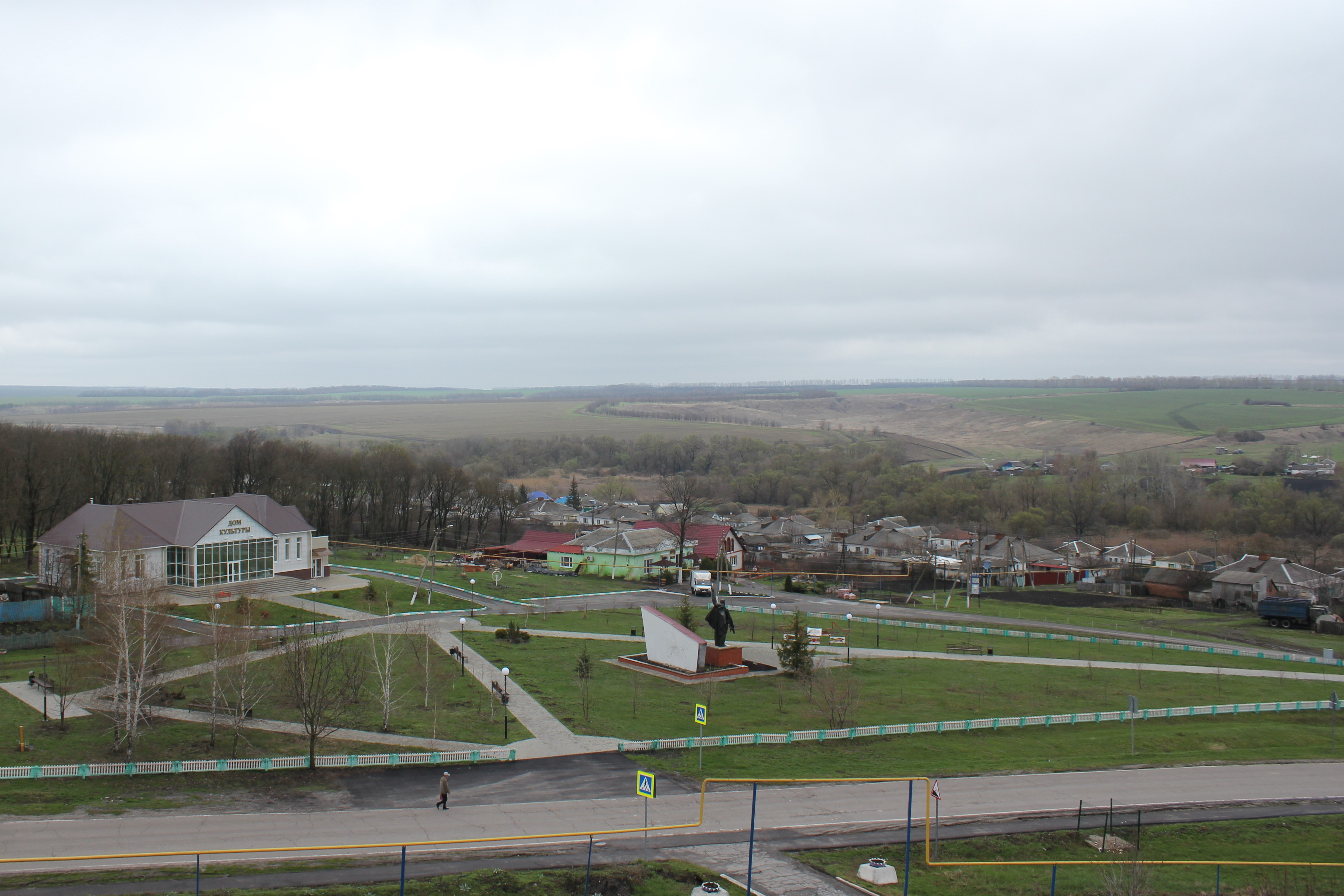

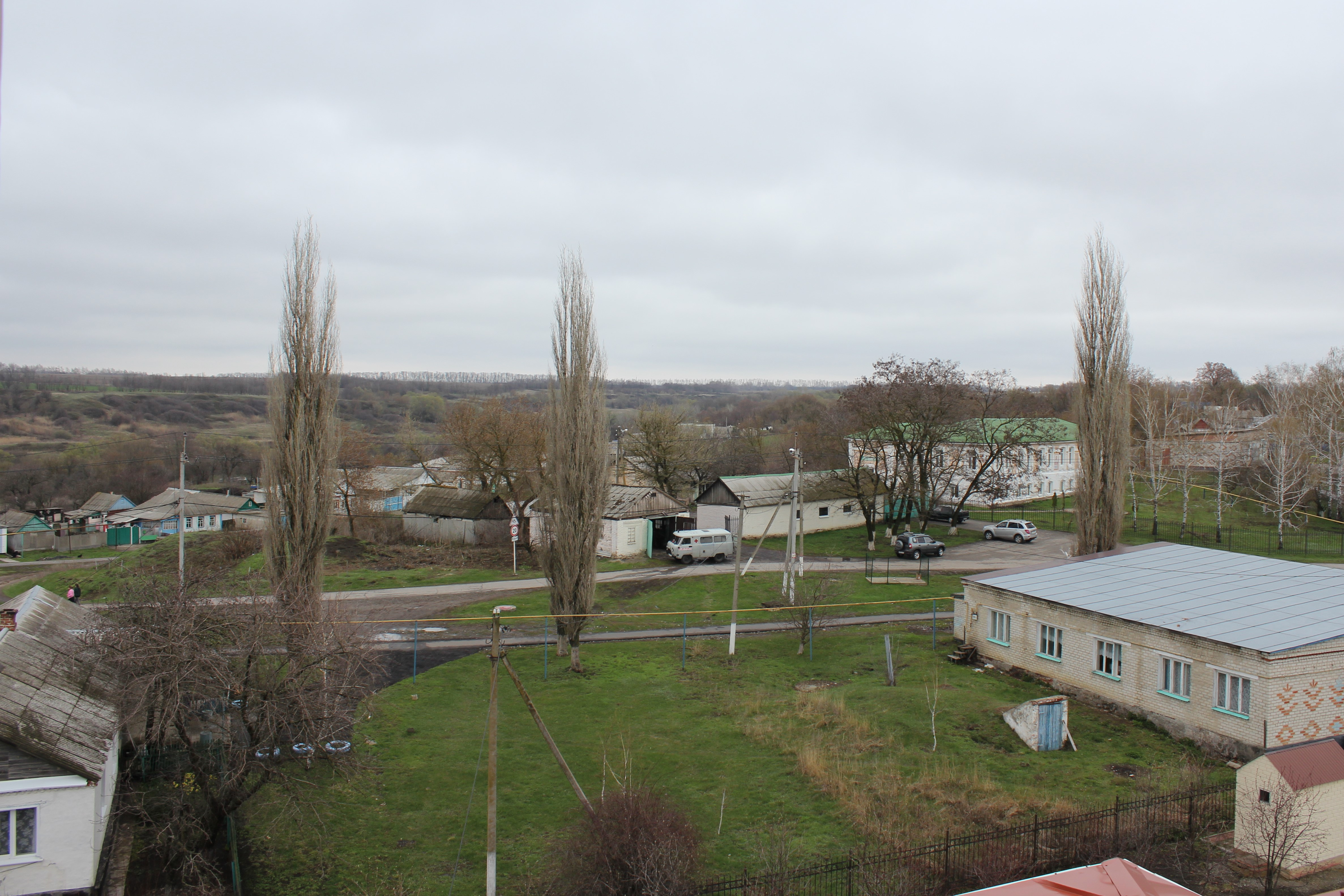

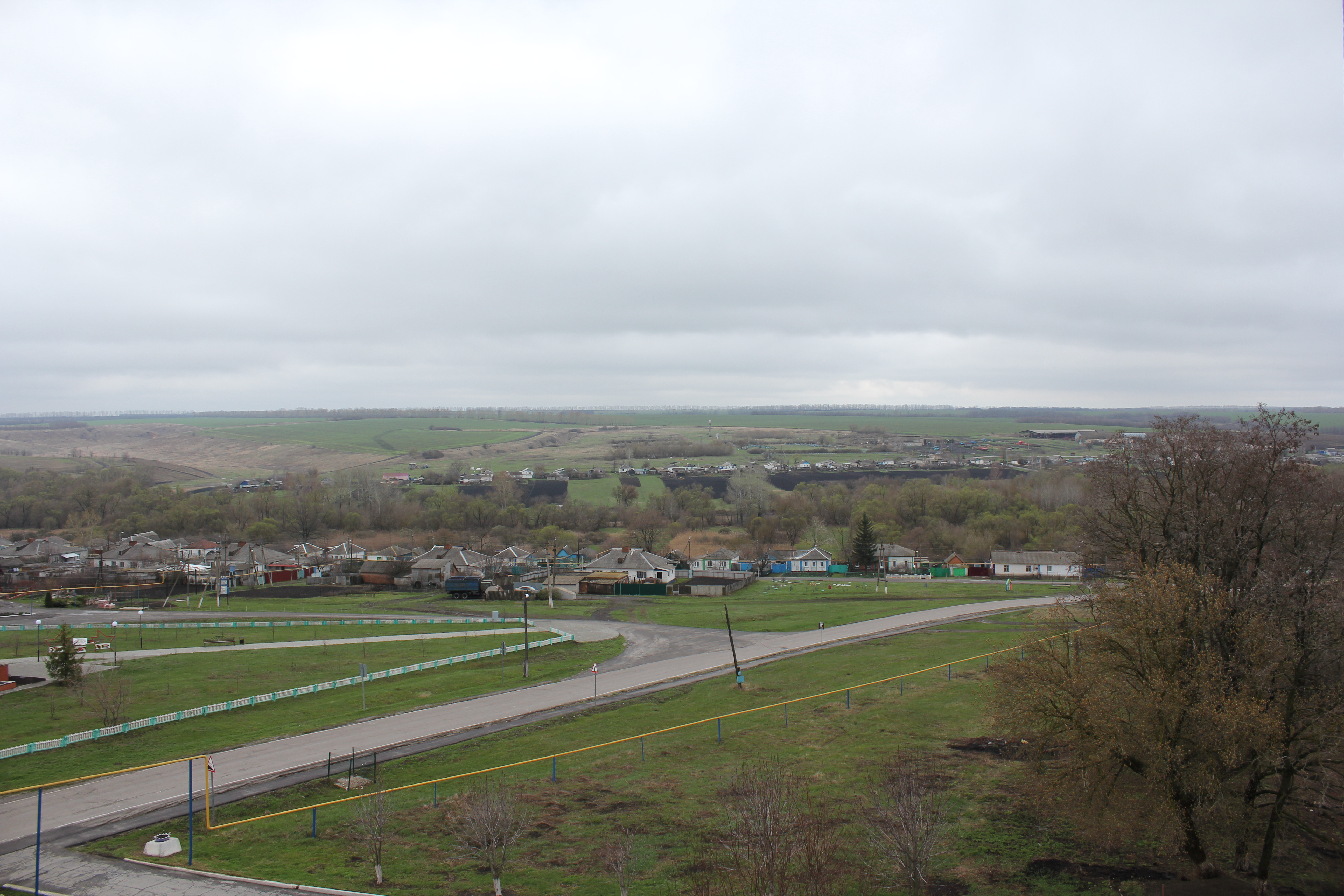